# Peinture informelle
 (août 2015).
Si vous disposez d'ouvrages ou d'articles de référence ou si vous connaissez des sites web de qualité traitant du thème abordé ici, merci de compléter l'article en donnant les références utiles à sa vérifiabilité et en les liant à la section « Notes et références ».
La peinture informelle est un mouvement pictural né au début des années 1950 en Europe et aux États-Unis.
Les expressions « peinture informelle » et « art informel » désignent de nombreuses tendances de la peinture moderne tel que l'abstraction lyrique, l'expressionnisme abstrait ou l'action painting.

## Principe
La peinture informelle est caractérisée par la volonté de rompre avec l'influence du cubisme et du surréalisme et de ses principes picturaux que sont la forme, l'harmonie tonale, l'équilibre, les proportions, la composition unitaire et la structuration centralisée.
La peinture est donc déstructurée et les œuvres sont souvent réalisées dans l'instant, avec une part d'improvisation. 
La peinture informelle est une peinture abstraite, dans laquelle l'artiste crée des signes auxquels il donne ensuite un sens[réf. nécessaire].

## Peintres informels

### Peintres européens
- André Marfaing
- Alberto Burri
- Antoni Clavé
- Antoni Tapiès
- Antonio Saura
- Bram van Velde
- Camille Bryen
- Dieter Borst
- Emil Schumacher
- Ezekiel Baroukh
- Georg Baselitz
- Georges Mathieu
- Georges Noël
- Gérard Schneider
- Hans Hartung
- Henri Michaux
- Jean Degottex
- Jean Dubuffet
- Jean Fautrier
- Joaquin Ferrer
- Karel Appel
- Ladislas Kijno
- Laurent Jiménez-Balaguer
- Moris Gontard
- Pierre Soulages
- Raymond Hains
- Serge Poliakoff
- Wols
- Yehuda Neiman
- Zao Wou-Ki

### Peintres américains
- Franz Kline
- Jackson Pollock
- Jean-Paul Riopelle (canadien)
- Joan Mitchell
- Mark Rothko
- Waldemar Smolarek (canadien)
- Mark Tobey
- Robert Motherwell
- Robert Rauschenberg
- Sam Francis
- Willem de Kooning